# Relaxinrezeptor
Relaxinrezeptoren sind eine Gruppe von G-Protein-gekoppelten Rezeptoren, an die das Peptidhormon Relaxin bindet. Man unterscheidet vier dieser relaxin family peptide receptors: RXFP1–4.
- RXFP1 (Syn. LGR7) bindet mit Relaxin 1, 2 und 3 und aktiviert Adenylylcyclasen, Proteinkinase A, Proteinkinase C, Phosphoinositid-3-Kinasen und Extracellular-signal Regulated Kinases.
- RXFP2 (Syn. LGR8) bindet mit Relaxin 1 und 2 sowie mit Insulin-like 3 und aktiviert Adenylylcyclasen.
- RXFP3 und RXFP4  binden mit Relaxin 3 und hemmen Adenylylcyclasen.